# بيتيت ريفيري دي أرتيبونيت
بيتيت ريفيري دي أرتيبونيت هي مدينة من مدن هايتي. تتبع دائرة ديسالين في إدارة أرتيبونيت.

## أعلام
- جورج هكتور
- رونالد إيلوسما